# Lauren Stephens
Lauren Michelle Stephens (Mesquite, 28 dicembre 1986) è una ciclista su strada statunitense che corre per il team Cynisca Cycling. Attiva dal 2013 in formazioni UCI, nel 2020 ha vinto il Tour de l'Ardèche.

## Palmarès

### Strada
- 2015 (Team Tibco-SVB, cinque vittorie)

4ª tappa Tour Femenino de San Luis (El Durazno > El Durazno, cronometro)
1ª tappa Joe Martin Stage Race (Fayetteville > Fayetteville, cronometro)
Classifica generale Joe Martin Stage Race
3ª tappa Tour of the Gila (Tyrone > Tyrone, cronometro)
2ª tappa Tour Cycliste Féminin International de l'Ardèche (Saint-Martin-d'Ardèche > Saint-Martin-d'Ardèche, cronometro)
- 2016 (Team Tibco-Silicon Valley Bank, due vittorie)

4ª tappa Tour Femenino de San Luis (El Durazno > El Durazno, cronometro)
4ª tappa Joe Martin Stage Race (Fayetteville > Fayetteville)
- 2017 (Team Tibco-Silicon Valley Bank, quattro vittorie)

Chrono de Gatineau
Winston Salem Cycling Classic
4ª tappa Internationale Thüringen Rundfahrt (Schmölln > Schmölln, cronometro)
3ª tappa Tour Cycliste Féminin International de l'Ardèche (Malataverne > Malataverne, cronometro)
- 2020 (Team Tibco-Silicon Valley Bank, una vittoria)

Classifica generale Tour Cycliste Féminin International de l'Ardèche
- 2021 (Team Tibco-Silicon Valley Bank, una vittoria)

Campionati statunitensi, Prova in linea Elite
- 2023 (EF Education-TIBCO-SVB, tre vittorie)

Giochi panamericani, prova in linea
2ª tappa Joe Martin Stage Race (Fayetteville > Fayetteville)
Classifica generale Joe Martin Stage Race
- 2024 (Cynisca Cycling, sei vittorie)

Clasica de Almeria femminile
3ª tappa Tour de Normandie Féminin (Coutances > Martinvast)
1ª tappa Tour of the Gila Women (Silver City > Mogollon)
3ª tappa Tour of the Gila Women (Tyrone > Tyrone)
Classifica generale Tour of the Gila Women
Campionati panamericani, gara in linea
- 2025 (quattro vittorie)

1ª tappa Tour of the Gila Women (Tyrone > Tyrone, cronometro)
2ª tappa Tour of the Gila Women (Silver City > Mogollon)
3ª tappa Tour of the Gila Women (Fort Bayard > Fort Bayard)
Classifica generale Tour of the Gila Women

#### Altri successi
- 2015 (Team TIBCO-SVB)

Classifica a punti Tour de Feminin-O cenu Českého Švýcarska
- 2020 (Team Tibco-Silicon Valley Bank, una vittoria)

Classifica a punti Tour Cycliste Féminin International de l'Ardèche
- 2023 (EF Education-TIBCO-SVB)

Classifica scalatrici Joe Martin Stage Race
- 2024 (Cynisca Cycling)

Classifica scalatrici  Tour of the Gila Women
- 2025

Classifica a punti  Tour of the Gila Women
Classifica scalatrici  Tour of the Gila Women

### Pista
- 2015

Campionati statunitensi, Corsa a punti

### Gravel
- 2024 (Cynisca Cycling)

Rattlesnake Gravel Grind
SBT GRVL
Campionati statunitensi, Prova Elite

## Piazzamenti

### Grandi Giri
- Giro d'Italia

2013: 47ª
2018: non partita (6ª tappa)
2021: non partita (8ª tappa)
2023: 47ª

### Competizioni mondiali
- Campionati del mondo

Ponferrada 2014 - Cronosquadre: 11ª
Richmond 2015 - Cronosquadre: 11ª
Richmond 2015 - In linea Elite: ritirata
Doha 2016 - In linea Elite: 83ª
Bergen 2017 - Cronometro Elite: 8ª
Bergen 2017 - In linea Elite: 61ª
Imola 2020 - Cronometro Elite: 9ª
Imola 2020 - In linea Elite: 11ª
Fiandre 2021 - In linea Elite: 106ª
Wollongong 2022 - In linea Elite: ritirata
Glasgow 2023 - Cronometro Elite: 22ª
Glasgow 2023 - In linea Elite: 18ª
Zurigo 2024 - Cronometro Elite: 37ª
Zurigo 2024 - Staffetta mista: 6ª
Zurigo 2024 - In linea Elite: 31ª
- Campionati del mondo gravel

Veneto 2022 - Elite: 15ª
Veneto 2023 - Elite: 6ª
Belgio 2024 - Elite: 15ª